# مارتین دیدار
مارتین دِی‌دار (چکی: Martin Dejdar؛ زادهٔ ۱۱ مارس ۱۹۶۵) یک هنرپیشه، تهیه‌کننده فیلم اهل جمهوری چک است. وی از سال ۱۹۸۷ میلادی تاکنون مشغول فعالیت بوده است.
از فیلم‌ها یا برنامه‌های تلویزیونی که وی در آن نقش داشته است می‌توان به بندر، بیگ بیت، آفتاب، علف، تن‌کامگی و خیابان اشاره کرد.

## زندگی‌نامه
دِیدار در ۱۱ مارس ۱۹۶۵ به دنیا آمد. او در بیمارستان ویسوکه میتو متولد شد اما هرگز در آنجا زندگی نکرد، در خراست بزرگ شد و خود را بومی خراست می‌داند. او از دانشکده تئاتر آکادمی هنرهای نمایشی پراگ فارغ‌التحصیل شده و مدرک کارشناسی ارشد دارد.

## حرفه
دِیدار به‌خاطر نقش‌های متعدد اصلی‌اش در تئاتر، تلویزیون و سینما، چه در ژانر کمدی و چه درام شناخته شده است.
او بازیگری پرکار و روش‌مند است که به دلیل تعهد قاطع و پژوهش دقیق برای نقش‌هایش شناخته می‌شود.  دِیدار یکی از برجسته‌ترین بازیگران نسل خود محسوب می‌شود.
از زمان شروع فعالیتش در سال ۱۹۷۹، بیش از صد نقش در تلویزیون و فیلم ایفا کرده است. نقش‌های اصلی او در فیلم‌های «چرا؟»، بیگ بیت و «عمارت» او را به نامی شناخته‌شده در چکسلواکی تبدیل کرد. همچنین نقش کارل راسمَن را در اقتباس چکی رمان فرانتس کافکا با نام آمریکا بازی کرد. در سال ۱۹۹۵، به خاطر بازی در فیلم «معلم رقص» جایزه شیر چک برای بهترین بازیگر مرد را دریافت کرد.
در صحنه تئاتر، به خاطر اجراهایش در استودیو ایپسایلون، جشنواره تابستانی شکسپیر و بابی‌سنترو در برنو مورد تحسین قرار گرفت. از میان صدها نقش صحنه‌ای‌اش، در نمایش‌هایی چون «خدمتکار دو ارباب»، «دوباره اجرا کن، سم»، «اتللو»، «آنا کارنینا»، «برادران کارامازوف» و «رؤیای شب نیمه تابستان» بازی کرده است.